# Chippewa County, Wisconsin
 Chippewa County är ett administrativt område i den nordvästra delen av delstaten Wisconsin, USA. År 2010 hade countyt 62 415 invånare. Countyt är beläget på öms sidor av ’’Chippewa River’’ som är en vänsterbiflod till Mississippifloden. Den administrativa huvudorten (county seat) är Chippewa Falls.

## Geografi
Enligt United States Census Bureau så har countyt en total area på 2 697 km². 2 617 km² av den arean är land och 80 km² är vatten.

### Angränsande countyn
- Rusk County - nord
- Taylor County - öst
- Clark County - sydost
- Eau Claire County - syd
- Dunn County - väst
- Barron County - nordväst

### Större orter
- Chippewa Falls med  12 900 invånare
- Bloomer – 3 300
- Lake Hallie – 5 350
- Eagle Point – 3 000
- Lafayette – 5 200